# تاكويا ماتسوموتو
تاكويا ماتسوموتو (باليابانية: 松本 拓也) (مواليد 6 فبراير 1989)، هو لاعب كرة قدم ياباني سابق كان يلعب كحارس مرمى.

## وصلات خارجية
- تاكويا ماتسوموتو على موقع رابطة كرة القدم اليابانية للمحترفين (اليابانية)
- تاكويا ماتسوموتو على موقع قاعدة بيانات كرة القدم.إي يو (الإنجليزية)
- تاكويا ماتسوموتو على موقع Soccerway.com (الإنجليزية)
- تاكويا ماتسوموتو على موقع عالم كرة القدم.نت (الإنجليزية)